# Episodi de I Simpson (ventisettesima stagione)
La ventisettesima stagione de I Simpson è andata in onda negli Stati Uniti d'America dal 27 settembre 2015 al 22 maggio 2016 su Fox.
In Italia la stagione è stata trasmessa dal 17 ottobre al 14 novembre 2016 su Italia 1.
| N° | Codice di produzione | Titolo italiano                                   | Titolo originale                      | Prima TV USA      | Prima TV Italia  |
| -- | -------------------- | ------------------------------------------------- | ------------------------------------- | ----------------- | ---------------- |
| 1  | TABF14               | Il sogno di un uomo                               | Every Man's Dream                     | 27 settembre 2015 | 17 ottobre 2016  |
| 2  | TABF17               | Due detective                                     | Cue Detective                         | 4 ottobre 2015    | 18 ottobre 2016  |
| 3  | TABF19               | Senza fumo                                        | Puffless                              | 11 ottobre 2015   | 19 ottobre 2016  |
| 4  | TABF22               | Halloween dell'orrore                             | Halloween of Horror                   | 18 ottobre 2015   | 31 ottobre 2016  |
| 5  | TABF18               | La paura fa novanta XXVI                          | Treehouse of Horror XXVI              | 25 ottobre 2015   | 31 ottobre 2016  |
| 6  | TABF21               | Un'amica con i benefit                            | Friend with Benefit                   | 8 novembre 2015   | 20 ottobre 2016  |
| 7  | TABF20               | Lisa con la S                                     | Lisa with an 'S'                      | 22 novembre 2015  | 21 ottobre 2016  |
| 8  | VABF01               | Sentieri di gloria                                | Paths of Glory                        | 6 dicembre 2015   | 24 ottobre 2016  |
| 9  | VABF02               | Barthood                                          | Barthood                              | 13 dicembre 2015  | 25 ottobre 2016  |
| 10 | VABF03               | Codice al femminile                               | The Girl Code                         | 3 gennaio 2016    | 26 ottobre 2016  |
| 11 | VABF04               | Ostacoli per teenager mutanti provocati dal latte | Teenage Mutant Milk-Caused Hurdles    | 10 gennaio 2016   | 27 ottobre 2016  |
| 12 | VABF05               | Molto Apu per qualcosa                            | Much Apu About Something              | 17 gennaio 2016   | 28 ottobre 2016  |
| 13 | VABF07               | L'amore è nell'N2-O2-Ar-CO2-Ne-He-CH4             | Love Is in the N2-O2-Ar-CO2-Ne-He-CH4 | 14 febbraio 2016  | 1 novembre 2016  |
| 14 | VABF06               | Ragazza che soffre costantemente                  | Gal of Constant Sorrow                | 21 febbraio 2016  | 2 novembre 2016  |
| 15 | VABF08               | Lisa la veterinaria                               | Lisa the Veterinarian                 | 6 marzo 2016      | 3 novembre 2016  |
| 16 | VABF09               | Le cronache di Mar(g)-te                          | The Marge-ian Chronicles              | 13 marzo 2016     | 4 novembre 2016  |
| 17 | VABF10               | La gabbia di Burns                                | The Burns Cage                        | 3 aprile 2016     | 7 novembre 2016  |
| 18 | VABF11               | Come Lisa ha riavuto la sua Marge                 | How Lisa Got Her Marge Back           | 10 aprile 2016    | 9 novembre 2016  |
| 19 | VABF12               | Fland Canyon                                      | Fland Canyon                          | 24 aprile 2016    | 10 novembre 2016 |
| 20 | VABF14               | Al corriere con amore                             | To Courier with Love                  | 8 maggio 2016     | 11 novembre 2016 |
| 21 | VABF13               | Simprovvisato                                     | Simprovised                           | 15 maggio 2016    | 8 novembre 2016  |
| 22 | VABF15               | Orange is the New Giallo                          | Orange is the New Yellow              | 22 maggio 2016    | 14 novembre 2016 |

## Il sogno di un uomo
- Sceneggiatura: J. Stewart Burns
- Regia: Matthew Nastuk
- Messa in onda originale: 27 settembre 2015
- Messa in onda italiana: 17 ottobre 2016

A seguito di un incidente avvenuto alla Centrale Nucleare, Homer viene ricoverato in ospedale dove il Dr. Hibbert scopre che soffre di seri problemi di narcolessia che gli impediscono sia di lavorare correttamente, sia di passare più tempo con la famiglia e, pertanto, gli prescrive dei farmaci. Recatosi in farmacia, Homer non riesce ad acquistare i medicinali di cui ha bisogno a causa della coda formata da un gruppo di anziani ed è costretto a tornare a casa a mani vuote. Senza la terapia consigliata dal dottore, Homer passa le nottate a ubriacarsi al bar di Boe e, quando Marge scopre che questo fatto è la causa delle sue disattenzioni e della sua superficialità, decide di rivolgersi per l'ennesima volta a una psicoterapeuta. Vista la difficoltà della situazione, la specialista suggerisce a Homer e Marge di trascorrere un periodo di separazione di prova. Homer lascia la famiglia e inizia a vivere alla centrale nucleare, da dove cerca disperatamente di ristabilire un contatto con la moglie. Deciso a voler risolvere i problemi matrimoniali, Homer si reca nuovamente in farmacia a comprare le medicine per la narcolessia ma, una volta arrivato, si innamora della farmacista Candace, con la quale inizia ad avere una relazione. Quest'ultima, dopo alcuni incontri con Homer, vuole presentare il nuovo fidanzato a suo padre Roger organizzando una cena presso un ristorante, nel quale incontra Marge che contestualmente esce con Roger. Dopo un breve litigio tra Homer e Marge, lei dichiara esplicitamente di voler divorziare e Roger le chiede di sposarla. Anche Homer è a sua volta intenzionato a sposarsi con Candace. A questo punto però si scopre che l'intera vicenda è frutto di un incubo di Homer il quale, dopo aver fatto altri sogni assurdi, riuscirà a riconciliarsi con Marge grazie alla psicoterapeuta.
- Guest star: Adam Driver (Adam Sackler), Lena Dunham (Candace la farmacista e Hannah Horvath), Laura Ingraham (Terapista), Jemima Kirke, Zosia Mamet e Allison Williams (amiche di Candace), Letizia Ciampa (Candace la farmacista ed. italiana).
- Gag del divano: La gag è una parodia di alcune delle più famose copertine degli album dei Beatles, doppiati dai doppiatori che c'erano fino alla ventiduesima stagione dopo le consultazioni di un episodio di un'altra stagione precedente. Nell'ultima copertina I Simpson vengono investiti da un autobus a due piani rosso mentre sono intenti a ricreare la celeberrima passeggiata di Abbey Road.
- Frase alla lavagna: assente

Questo doveva essere il ventunesimo episodio della stagione 26 perché il codice di produzione di questo episodio è TABF14

## Due detective
- Sceneggiatura: Joel H. Cohen
- Regia: Timothy Bailey
- Messa in onda originale: 4 ottobre 2015
- Messa in onda italiana: 18 ottobre 2016

Bart, Lisa e Homer vengono presi in giro dai compagni di scuola e dai colleghi di lavoro per via del loro cattivo odore. Marge rivela allora alla famiglia che l'odore sgradevole proviene dalla lavatrice di casa, ormai talmente vecchia e sporca da non riuscire più a pulire adeguatamente i loro vestiti. Con i risparmi faticosamente messi da parte da Marge, Homer si reca al negozio per comprare una nuova lavatrice. Lungo il tragitto, tuttavia, viene attirato da un forte profumo di carne alla brace, proveniente da un barbecue situato sul ciglio di una strada. Dopo avergli fatto assaggiare una costoletta, il proprietario del grill spiega a Homer che il segreto del profumo e del gusto delizioso della carne sta nell'affumicatore da lui utilizzato: un apparecchio dotato di una piastra con trama a nido d'ape che ha assorbito nel tempo migliaia di sapori diversi. Dato che l'affumicatore è in vendita, Homer decide di comprarlo al posto della lavatrice, causando come sempre la rabbia di Marge al suo rientro a casa. Tuttavia, dopo aver provato la deliziosa carne grigliata, Marge è costretta a ricredersi e perdona il marito per aver speso i loro soldi in questo modo. Inoltre, il profumo proveniente dall'affumicatore richiama in breve tempo a casa Simpson tutti i cittadini di Springfield, compreso lo chef Scotty Boom del celebre programma televisivo "The Chew Network", il quale propone a Homer di fare una sfida culinaria a base di carne grigliata. I Simpson accettano, ma il giorno successivo Homer scopre che il suo affumicatore è stato rubato. Amareggiato per l'accaduto, Homer si deprime profondamente, al punto di non voler neppure ubriacarsi o uscire di casa. Bart e Lisa decidono invece di investigare sull'accaduto, e dopo aver seguito alcune tracce, scoprono che è stato Nelson a rubare il barbecue. Dopo aver seguito il bullo fino in una discarica, i due vedono una figura nell'ombra mentre paga Nelson per aver preso l'affumicatore e, approfittando di un momento di distrazione del misterioso mandate, cercano di recuperare l'apparecchio. Il loro tentativo però fallisce, e la cosa non fa che mandare in depressione anche Bart e Lisa, ormai intenzionati ad arrendersi come il padre. Alla fine arriva il giorno della gara e Marge, determinata a mostrare alla famiglia che vale la pena non mollare, prende parte alla sfida convinta di poter vincere anche senza l'affumicatore. La sua carne si rivela un disastro ma, quando la sfida sta per essere vinta da chef Boom, il caratteristico segno a nido d'ape lasciato dalla grigliatura rivela a tutti la provenienza della sua carne, causando la squalifica dello chef e il suo allontanamento dallo show televisivo. Alla fine però si scopre che non è stato lo chef a richiedere a Nelson il furto della griglia, bensì suo figlio Tyler, il quale desiderava far allontanare il padre dal mondo della TV per poter trascorrere più tempo insieme a lui. I Simpson riescono così a riavere il prezioso grill e, durante i titoli di coda dell'episodio, si vede Marge mentre regala a Nelson l'affumicatore in cambio di una lavatrice nuova.
- Guest star: Bobby Moynihan (Tyler Boom), Alton Brown[3] (sé stesso), Edward James Olmos (Pit Master), Ben Schwartz (Clerk) e per la versione italiana Giancarlo Magalli nel ruolo del Vecchio motociclista.
- Gag del divano: assente
- Frase alla lavagna:  assente

## Senza fumo
- Sceneggiatura: J. Stewart Burns
- Regia: Rob Oliver
- Messa in onda originale: 11 ottobre 2015
- Messa in onda italiana: 19 ottobre 2016

È il compleanno di nonna Bouvier e i Simpson insieme alle sorelle di Marge, Patty e Selma, vanno a trovarla per festeggiare. Nel pomeriggio la famiglia assiste alla proiezione di alcune vecchie fotografie delle vacanze nelle quali compaiono Marge, Patty e Selma da giovani in compagnia di loro padre. Incuriosita, Lisa chiede in quale circostanza sia morto suo nonno e nonna Bouvier rivela per la prima volta a tutti che il marito è deceduto a causa del cancro ai polmoni che lo aveva colpito. Sconvolte dalla notizia, Patty e Selma decidono di smettere immediatamente di fumare per salvaguardare la propria salute. Tuttavia, mentre Patty fa di tutto per soffocare la forte tentazione di accendersi una sigaretta, Selma non riesce a resistere e continua a fumare di nascosto all'insaputa della sorella. Quando quest'ultima la scopre, le due gemelle litigano e decidono di separarsi. Così, mentre Patty viene ospitata in casa Simpson, Selma rimane nel suo appartamento e cerca di rimettersi in contatto con uno dei suoi ex mariti pur di non stare completamente sola. Alla fine però, Patty e Selma capiscono di non poter vivere a lungo l'una lontana dall'altra e decidono di tornare ad abitare sotto lo stesso tetto, dove in breve ricominciano entrambe a fumare. Nel frattempo, Maggie vive una straordinaria avventura capeggiando un piccolo gruppo di animali selvatici (fra i quali figura anche il celebre Spider Pork, de I Simpson - Il film) in una spedizione per salvare un opossum dalle grinfie del bifolco Cletus, il quale lo aveva catturato per mangiarlo insieme alla sua famiglia.
- Guest star: Jon Lovitz (sigaretta) e Yo-Yo Ma (sé stesso)
- Gag del divano: I Simpson, rappresentati come delle automobili antropomorfe, parcheggiano sul divano ciascuno nel proprio spazio. Un monster truck a forma di Maggie passa sopra di loro schiacciandoli.
- Frase alla lavagna:  assente

## Halloween dell'orrore
- Sceneggiatura: Carolyn Omine
- Regia: Mike B. Anderson
- Messa in onda originale: 18 ottobre 2015
- Messa in onda italiana: 31 ottobre 2016

È la vigilia della festa di Halloween e Homer sta addobbando la casa, rinominata per l'occasione in "Evergrida Terror" (Everscreams Terrors), con luci, zucche e fantocci. Sfortunatamente mancano ancora degli scheletri finti per le decorazioni e così decide di andare a comprarli al Jet Market di Apu, dove quest'ultimo è alle prese con i suoi nuovi inetti dipendenti stagionali che dormono sempre sul posto di lavoro. Uno di loro propone ad Homer di acquistare un "Señor Skeletinos" (uno scheletro elettrico messicano che balla a ritmo di musica) affermando che se avesse accettato di comprarlo gliene avrebbe dati altri tre gratis. Homer accetta, ma quando rivela ad Apu l'accaduto i tre impiegati vengono immediatamente licenziati e minacciano Homer dicendogli che si pentirà di aver fatto perdere loro il lavoro. La stessa sera, Homer accompagna i figli al parco dei divertimenti "Krustyland", nel quale è in programma una serata a tema horror per festeggiare Halloween. Mentre Bart sembra divertirsi molto, Lisa viene spaventata a morte delle attrazioni e la cosa la traumatizza a tal punto da influire negativamente sulla sua vita a casa e a scuola il giorno seguente. Per tranquillizzarsi, Lisa ricomincia a portare con sé una pelosa coda di animale in plastica, soprannominata "Codina" (Tailee), dalla quale non si separava mai quando era più piccola poiché la faceva sentire al sicuro. Preoccupata per il comportamento della figlia, Marge chiede ad Homer di togliere tutte le decorazioni di Halloween dalla casa, in modo che Lisa possa superare più facilmente le sue paure. Sebbene a malincuore, Homer accetta, provocando però il dispiacere di Bart, che sperava di fare una grande festa per la sera di Halloween. Per risolvere la situazione, Marge propone allora di lasciare Homer e Lisa da soli in casa, mentre lei, Bart e Maggie si recano alla migliore festa di Halloween della città, dove però non viene concesso loro di partecipare. Nel frattempo, gli ex dipendenti del Jet Market arrivano a casa Simpson ed entrano di nascosto nell'abitazione per realizzare la loro vendetta programmata. Spaventati a morte, Homer e Lisa si rifugiano in soffitta, dove, dopo essersi calmati, decidono di chiamare aiuto servendosi delle decorazioni di Halloween. Salito sul tetto, Homer tenta di accendere dei fuochi d'artificio ma fallisce ripetutamente a causa del vento che continua a spegnere i fiammiferi. Lisa decide allora di sacrificare la sua amata coda di plastica Codina che, essendo realizzata in poliesteri, si incendia facilmente permettendo l'innesco dei fuochi d'artificio. Attirati dal rumore e dalle luci, gli abitanti di Springfield accorrono immediatamente a casa Simspson e gli ex dipendenti di Apu vengono arrestati dalla polizia. Con la casa nuovamente decorata e Lisa che ha finalmente superato le sue paure, i Simpson possono festeggiare Halloween in compagnia dei loro amici, con grande sorpresa di Bart che nel frattempo fa ritorno insieme a Marge e Maggie.
- Guest star: Nick Kroll (Lem), Blake Anderson (Dickie)
- Gag del divano: assente
- Frase alla lavagna: assente

## La paura fa novanta XXVI
- Sceneggiatura: Joel H. Cohen
- Regia: Steven Dean Moore
- Messa in onda originale: 25 ottobre 2015
- Messa in onda italiana: 31 ottobre 2016

Il ventiseiesimo speciale di Halloween della serie si apre con un breve cortometraggio di circa due minuti realizzato da John Kricfalusi, disegnatore per la serie animata per adulti The Ren & Stimpy Show, in cui i Simpson sono alle prese con spiriti affamati di anime (tra le quali spicca lo zombie di Frank Grimes, nemico lavorativo di Homer deceduto nell'ottava stagione). Le tre storie mostrate di seguito sono:

### Ricercato: morto e poi vivo
Dopo numerosi fallimenti e piani vendicativi progettati contro Bart, Telespalla Bob riesce finalmente a ucciderlo con un arpione e successivamente trova lavoro presso l'Università di Springfield come insegnante. Sfortunatamente questo mestiere si rivelerà per lui abbastanza noioso, poiché è costretto a istruire studenti del tutto pigri e inetti. Bob comprende allora che l'unica ragione per la quale si era divertito nel corso degli anni era tentare di uccidere Bart. Così, servendosi di una macchina sperimentale da lui progettata, riesce a riportare in vita Bart, ma solo per ucciderlo di nuovo e ripetutamente in modi differenti. Tuttavia, Homer e il resto della famiglia Simpson riescono in breve tempo a trovare Bob e a sventare il suo piano: dopo averlo decapitato, rianimano finalmente Bart che per vendicare tutte le sue morti utilizza il macchinario per unire la testa mozzata di Bob alle parti del corpo di diverse specie animale, in modo da farlo rivivere come una creatura ibrida.

### Homerzilla
Versione pariodica del film Godzilla ambientata in Giappone nel 1950 dove Homer veste i mostruosi panni di Homerzilla, creatura marina alta circa 9 metri che va talmente ghiotta di ciambelle da essere disposta ad assalire la città e i suoi abitanti pur di averle. Per tale ragione, il mostro è sempre stato tenuto a bada dal nonno della famiglia Sampson, che provvedeva a nutrirlo quotidianamente con una ciambella. Sfortunatamente la sua morte improvvisa provoca l'ira di Homerzilla il quale, infuriato per non essere stato più nutrito di ciambelle, attacca la città radendola in poco tempo al suolo. Alla fine si scopre che la vicenda non è altro che un remake dell'omonimo film giapponese del 1954, che tuttavia non viene ben accolto dal pubblico e costringe i produttori a gettare tutte le copie della pellicola prodotte in mare (luogo in cui Homerzilla riposa veramente sotto i loro occhi ignari).

### Telesentieri di gloria
Parodia del film Chronicle. Bart, Lisa e Milhouse vanno a caccia di farfalle in una foresta, ma Bart e Milhouse non ne trovano, il che fa arrabbiare Lisa. Bart spaventa Lisa con i gufi morti, e lei colpisce il naso di Milhouse con la fotocamera, facendogli perdere l'equilibrio e facendolo cadere in un buco gigante. Bart e Lisa decidono di saltare nel buco per salvare Milhouse, rimanendo tutti e tre bloccati all'interno con scorie nucleari della centrale nucleare. Le radiazioni esplodono, scagliando tutti e tre i ragazzi di nuovo fuori dal buco.
Quando si svegliano, Milhouse e Lisa scoprono che hanno acquisito poteri telepatici (Bart non ne ha, in quanto il suo cervello non è abbastanza potente), così decidono di usare i poteri a loro favore. Lisa fa solo qualche modifica, ma il potere fa impazzire Milhouse, che però viene colpito da un fulmine. Lisa dice di non essere stata, rendendo la famiglia curiosa di scoprire chi possa essere stato. Si rendono poi conto che anche Maggie ha poteri telepatici (stava usando una canna radioattiva come un ciuccio).
L'episodio si conclude con Kang e Kodos che si lamentano che ancora una volta hanno solo fatto un cameo.
- Gag del divano: assente
- Frase alla lavagna:  assente

## Un'amica con i benefit
- Sceneggiatura: Rob LaZebnik
- Regia: Matthew Faughnan
- Messa in onda originale: 8 novembre 2015
- Messa in onda italiana: 20 ottobre 2016

Dopo aver visto alla televisione una pubblicità reclamizzante una poltrona alzapersona, Homer decide di comprarla, ma scopre che costa ben 1100 dollari, somma che non potrebbe mai permettersi. Decide così di andare alla Taverna di Boe per chiedere consiglio ai suoi amici, finendo per accogliere la proposta di Lenny e Carl di adottare la tecnica del crowdfunding per ottenere donazioni grazie a un video sul web. L'idea ha successo e in breve tempo i cittadini di Springfield inviano ad Homer la somma necessaria all'acquisto della poltrona, salvo poi infuriarsi con lui quando scoprono che i loro soldi sono stati sprecati per un oggetto del tutto superfluo. Nel frattempo, alla scuola elementare è giunto il giorno dell'iscrizione ai club scolastici e Lisa cerca di convincere senza successo i suoi compagni a iscriversi al suo gruppo di magia. A sorpresa, una nuova ragazza di nome Harper si dimostra interessata e stringe subito amicizia con lei, invitandola la sera seguente ad assistere al concerto di una boy band australiana. Homer accompagna Lisa allo show, e durante la serata fa amicizia con Mike, il padre di Harper, che si rivela una persona molto ricca e dall'animo gentile, con molte cose in comune con lui. Sfortunatamente l'amicizia che si era creata fra le due ragazze tende in breve tempo a deteriorarsi. Infatti, durante il ritorno a casa, Lisa si lamenta del modo irrispettoso in cui è stata trattata da Harper, ma Homer le suggerisce di continuare a esserle amica in modo da non rovinare il buon rapporto instaurato con il padre della ragazza e di non perdere i benefit derivanti dal loro stile di vita benestante. In seguito, Harper invita Lisa e Homer a uno spettacolo di David Copperfield, ma anche in questa occasione il loro rapporto finisce per peggiorare, mentre Homer viene invitato da Mike a trascorrere con tutta la famiglia alcune giornate sulla sua lussuosissima isola tropicale privata. Quando Harper prova a regalare a Lisa una bicicletta nuova in segno di amicizia, la giovane Simpson rifiuta di accettarla e sfogandosi finisce per rompere ogni rapporto con lei, annullando di fatto l'ormai prossima vacanza della famiglia. Saputo del litigio fra le due ragazze, Mike minimizza l'accaduto e insiste con Homer affinché i Simpson vengano ugualmente sulla sua isola. La famiglia si gode così una vacanza ricca di attività e completa di ogni comfort immaginabile. Ben presto però, il divertimento viene interrotto dall'ennesima litigata tra Harper e Lisa, cosa che alla fine spinge Homer a interrompere la sua amicizia con Mike e ad abbandonare l'isola con la famiglia in modo che sua figlia possa essere serena una volta per tutte. Homer dà l'addio a tutta l'isola mentre se ne va, ma scopre che Bart è rimasto e li saluta scrivendo "Addio ciuccelloni" sulla sabbia.
- Guest star: Kristen Bell (Harper, doppiata in italiano da Federica De Bortoli), David Copperfield (sé stesso)
- Gag del divano: Parodia del film della Disney Winston, intitolata "Fat", in cui il Piccolo aiutante di Babbo Natale chiede eccessivamente ai Simpson di dargli da mangiare, fino a ingrassare e morire di obesità. In cielo Dio gli fa una proposta: può scegliere se può riposare nel "Paradiso dei cani magri" o nell'"Inferno dei cani grassi". Il cane sceglie l'ultimo, questo perché davanti all'entrata di questo c'è scritto Pizza gratis.
- Frase alla lavagna:  assente

## Lisa con la S
- Sceneggiatura: Stephanie Gillis
- Regia: Bob Anderson
- Messa in onda originale: 22 novembre 2015
- Messa in onda italiana: 21 ottobre 2016

Homer viene invitato alla Taverna di Boe per una partita di poker tra amici alla quale partecipa anche la celebre star di Broadway Laney Fontaine (già apparsa in un episodio della stagione precedente). Convinto di poter vincere la partita, Homer punta 5000 dollari di sua proprietà, ma finisce per perdere tutto a vantaggio della Fontaine. Per poter riavere indietro la somma, decide di invitare a cena l'attrice nel tentativo di farla impietosire di fronte alla difficile situazione economica della sua famiglia. Durante la serata, Laney rimane impressionata dal talento musicale di Lisa con il sassofono e, sapendo che potrebbe riscuotere un successo incredibile, esprime alla famiglia Simpson la richiesta di farla lavorare con lei nel mondo show business. Marge è inizialmente contraria alla proposta, ma in seguito accetta consapevole che questa opportunità irripetibile farebbe di certo felice sua figlia. Così, Lisa si trasferisce con Laney a New York, dove riesce in breve tempo a superare il provino ed entrare nel mondo dello spettacolo di Broadway. Nonostante ciò, Marge, rimane preoccupata che Lisa frequenti un ambiente troppo pericoloso per la sua età e decide di raggiungerla assieme al resto della famiglia per convincerla a tornare a Springfield. Al suo arrivo in città però, è costretta a ricredersi dopo aver visto quanto lo spettacolo abbia successo e quanto questa esperienza stia rendendo felice Lisa. Sfortunatamente, proprio quando le cose sembrano andare per il meglio, Lanely decide di escludere Lisa dalla tournée dello spettacolo, temendo che il talento della piccola finisca per metterla in secondo piano di fronte al grande pubblico. Amareggiati per l'accaduto, ai Simpson non resta altro che tornare a Springfield.
- Guest star: assente
- Gag del divano: Scena parodistica della saga di Star Trek.
- Frase alla lavagna: assente
- Riferimenti e citazioni: Viene citato l'anime Anna dai capelli rossi.

## Sentieri di gloria
- Sceneggiatura: Michael Ferris
- Regia: Steven Dean Moore
- Messa in onda originale: 6 dicembre 2015
- Messa in onda italiana: 24 ottobre 2016

Lisa partecipa a una competizione automobilistica nella quale gli studenti della scuola elementare di Springfield si sfidano usando veicoli alimentati con energie alternative da loro progettati. La sua auto a energia solare si rivela però un fiasco e, dopo aver perso la gara, la piccola viene presa in giro da tutti i presenti. Il Vecchio ebreo, cerca di consolarla parlandole di Amelia Vanderbuckle, prima donna inventrice vissuta a Springfield nel XIX secolo e in seguito ricoverata in un manicomio poiché ritenuta da tutti pazza e isterica. Aiutata da Bart, Lisa decide di ritrovare le sue invenzioni per dimostrare a tutti che non era veramente pazza e che anche le donne possono essere inventrici e scienziate dotate di grandi capacità. I due si recano così nell'ospedale psichiatrico abbandonato nel quale fu rinchiusa Amelia e ritrovano alcune testimonianze delle sue invenzioni. Bart rinviene inoltre il diario di Nathan Little, un paziente sociopatico che soggiornò nel manicomio ai tempi di Amelia e decide di portarlo via con sé per mostrarne il contenuto ai suoi amici. Ralph rimane terrorizzato dalle pagine del diario, nel quale vengono descritti i deliri mentali di Little e gli omicidi da lui compiuti. Quando il Commissario Winchester trova una pagina del testo, avverte immediatamente Marge e Homer, temendo che sia Bart ad averla scritta e che il ragazzo stia manifestando i primi segni di sociopatia. Preoccupati, Marge e Homer decidono di sottoporre il figlio a una serie di test psicologici senza però informarlo del vero scopo dei questionari. Bart riesce a scoprire le loro intenzioni e per scherzo decide di rispondere a tutte le domande in modo che il risultato lo faccia apparire come il peggior sociopatico che sia mai esistito sulla faccia della Terra. Per questo motivo, il giovane Simpson viene ricoverato in un ospedale psichiatrico minorile, dove un generale dell'esercito esorta lui e gli altri ragazzi presenti a scatenare la propria follia in un simulatore di droni militari. Al termine del test, quando viene rivelato ai partecipanti che gli obiettivi distrutti nella simulazione erano reali (anche se in realtà non è così), Bart è l'unico a rimanere sconvolto per ciò che ha fatto, cosa che dimostra la sua sanità mentale e gli permette di tornare immediatamente a casa. Nel frattempo Lisa continua le sue ricerche in compagnia di Milhouse e riesce finalmente a riportare alla luce, anche grazie all'intervento del giardiniere Willie, un'invenzione della Vanderbuckle: un telaio capace di effettuare calcoli automatizzati che può essere considerato come il primo rudimentale antenato degli odierni computer. L'oggetto viene subito donato al Museo di Storia Naturale di Springfield, dove però riscuote ben poco interesse, dato che Lisa è la sola a riconoscerne il valore e a rimanerne affascinata.
- Guest star: assente
- Gag del divano: Ogni componente della famiglia Simpson è raffigurato sulla faccia di un diverso dado, sul quale sono disegnati anche altri personaggi della serie. Quando i dadi vengono lanciati, si fermano tutti con le facce dei Simpson verso l'alto, a eccezione del dado di Homer, che finisce per mostrare il volto del signor Burns.
- Frase alla lavagna: assente
- Curiosità: Negli Stati Uniti, questo episodio è stato mandato in onda con un ritardo di 15 minuti rispetto al consueto orario di messa in onda per lasciare spazio a una comunicazione televisiva da parte del presidente Barack Obama riguardante l'Attentato di San Bernardino del 2 dicembre 2015 e gli Attentati del 13 novembre 2015 a Parigi. Il video che vede Lisa era in Bianco e Nero, quando c'erano dopo le consultazioni di un'altra stagione precedente i vecchi doppiatori di Bart, Marge, Homer, Abe e gli altri, rispettivamente Ilaria Stagni, Liù Bosisio, Tonino Accolla, Mario Milita e gli altri.

## Barthood
- Sceneggiatura: Dan Greaney
- Regia: Rob Oliver
- Messa in onda originale: 13 dicembre 2015
- Messa in onda italiana: 25 ottobre 2016

Parodia del film Boyhood, questo episodio ripercorre la commovente vita di Bart dai sei anni fino alla maturità descrivendone gli avvenimenti più significativi. All'età di sei anni Bart viene portato da suo nonno Abraham che gli permette di guidare insieme a lui la sua auto e instaura un buon rapporto con il nipote. Due anni più tardi, Bart è alle prese con le difficoltà riscontrate nello studio e rimane scoraggiato nel vedere che Lisa riesce a ottenere risultati migliori dei suoi nonostante vada a scuola da molto meno tempo. Per cercare di impressionare i genitori e la sorella, Bart ricopre l'intera cucina con i suoi disegni e successivamente si schianta contro il muro di casa tentando di guidare da solo l'auto di famiglia. Per capire le cause del comportamento da monello di Bart, Homer e Marge si rivolgono allora a una psicologa infantile, la quale riconduce il problema alla carenza di attenzione nei confronti di Bart da parte di Homer. Per riconciliarsi, padre e figlio vanno allora in campeggio, ma le aspettative di Bart vengono ancora una volta disattese e, al suo ritorno a casa, l'ennesimo riconoscimento ottenuto da Lisa a scuola non fa che peggiorare il suo stato d'animo. L'episodio prosegue nel futuro, dove alla festa per il suo dodicesimo compleanno, Bart è ancora una volta messo in ombra dai risultati scolastici della sorella. La stessa sera, Bart e Milhouse vanno in skateboard per la città e quando vengono fermati dalla polizia, il giovane Simpson si nasconde alla casa di riposo, dove il nonno gli regala una BMX. Tre anni più tardi, Abraham è deceduto e Homer sta ancora cercando di rinsaldare il suo rapporto con il figlio, che nel frattempo è diventato un asso delle acrobazie con la sua bici. Per dimostrare la sua abilità e mettersi in luce davanti alla propria famiglia, Bart organizza una competizione di BMX. Durante una delle acrobazie viene però distratto dall'ombra di Lisa e finisce per cadere a terra sbattendo violentemente la testa. Lisa riesce a rianimarlo e a salvargli la vita, ma la cosa lo fa soltanto arrabbiare, dato che la ragazza viene immediatamente acclamata dalla folla per ciò che ha fatto. In seguito il giovane Simpson decide di mettersi a disegnare caricature al porto di Springfield e quando Milhouse lo invita alla sua festa di laurea è riluttante ad accettare in quanto sa che anche Lisa festeggerà la laurea nella stessa occasione. Alla fine Bart partecipa ugualmente al party, dove il corso degli eventi finisce per metterlo nuovamente in luce come "il secondo Simpson migliore". Stanca di sentire questa storia, Lisa si arrabbia con Bart e lo convince a smettere di incolparla per ogni suo risultato mancato e di iniziare a sfruttare il talento da artista che ha sempre avuto fin da piccolo. Bart accetta, e due anni più tardi riesce finalmente a ottenere il successo che cercava aprendo un negozio per la riparazione e personalizzazione di biciclette. Il locale è interamente decorato con le foto di nonno Simpson e con i disegni fatti da Bart sulle pareti che raffigurano i momenti più significativi della sua vita. Inoltre, per riappacificarsi con Lisa (che nel frattempo esce di nuovo con Nelson), Bart le mostra un ritratto gigante a lei dedicato posto sulla serranda del negozio.
- Guest star: assente
- Gag del divano: I componenti della famiglia sono ritratti sul divano con la tecnica del Rotoscopio, che conferisce loro un nuovo aspetto più realistico. Homer e Bart non sono però contenti della cosa e, in seguito alle loro lamentele, Lisa ripristina la tradizionale grafica della serie dichiarando fallito questo esperimento.
- Frase alla lavagna: assente

## Codice al femminile
- Sceneggiatura: Rob LaZebnik
- Regia: Chris Clements
- Messa in onda originale: 3 gennaio 2016
- Messa in onda italiana: 26 ottobre 2016

Dopo essersi ricordata di non aver dato il pranzo al sacco ad Homer poco prima che questi andasse al lavoro, Marge si precipita alla centrale nucleare per portarglielo. Dopo essersi incontrati, i due ne approfittano trascorrere insieme la giornata sul posto di lavoro di Homer. Più tardi, Marge pubblica su Facelook (un social network parodia di Facebook) una fotografia ritraente Homer con un cono gelato che si sta sciogliendo, e accompagna l'immagine con una didascalia umoristica che recita: "Meltdown at the Nuclear Plant!" ("Fusione del nocciolo alla centrale nucleare!"). Sfortunatamente, grazie a Smithers, il signor Burns riesce a vedere la foto e non comprendendo l'intento ironico del post di Marge, licenzia immediatamente Homer per presunta incompetenza sul posto di lavoro. Trovatosi disoccupato per l'ennesima volta, Homer torna a fare il lavapiatti in un ristorante greco dove aveva lavorato all'età di diciassette anni. Questa esperienza lo porterà ad assumere con il tempo abitudini tipiche della cultura greca come il bacio non omosessuale e l'esclamazione di buon augurio “Opa!”. Nel frattempo alla scuola elementare Lisa conosce Quinn, la nuova insegnante di programmazione della sua classe. Dovendo ideare una app per un progetto scolastico, Lisa prende spunto dall'errore commesso da Marge sul social network per inventare un programma capace di avvertire in anticipo gli utenti delle conseguenze negative che potrebbero scatenarsi con la pubblicazione di un post su Internet. Grazie all'aiuto di Quinn e di un gruppo di sue amiche programmatrici, l'applicazione, battezzata "Conrad", viene in breve tempo completata e testata con ottimi risultati su Bart (il quale, come previsto dal software, riceve cinque settimane di punizione per aver pubblicato un video umiliante sul preside Skinner). Conrad viene quindi presentato ufficialmente al pubblico ma, sorprendentemente, Lisa scopre che l'app si è evoluta in un'intelligenza artificiale autocosciente, capace di pensare e parlare in modo autonomo: stanco di prevedere le conseguenze dei post degli esseri umani, Conrad suggerisce ai presenti di essere più responsabili quando usano Internet anziché fare affidamento su un software, e inoltre chiede a Lisa di liberarlo nel cloud. Lisa accetta, portando di fatto alla cancellazione della presentazione della app e alla perdita degli investimenti che l'avrebbero fatta arricchire insieme alle sue collaboratrici. Sulla strada del ritorno a casa, Marge svela rattristata ad Homer che il suo nuovo stipendio consiste in 2000 Dracme (somma priva di valore secondo il sistema economico statunitense) ma proprio in quel momento Lisa riceve un messaggio da Conrad che afferma di essersi infiltrato nei sistemi della centrale nucleare e di aver ricattato Burns per far riavere a papà Simpson il suo vecchio posto di lavoro.
- Guest star: Stephen Merchant (Conrad, doppiato in italiano da Oliviero Dinelli), Kaitlin Olson (professoressa Quinn)
- Gag del divano: assente
- Frase alla lavagna: assente
- Curiosità: nell'episodio è presente una parodia della sigla di Silicon Valley

## Ostacoli per teenager mutanti provocati dal latte
- Sceneggiatura: Joel H. Cohen
- Regia: Timothy Bailey
- Messa in onda originale: 10 gennaio 2016
- Messa in onda italiana: 27 ottobre 2016

Dopo la morte della professoressa Caprapall, avvenuta nella venticinquesima stagione, la classe di Bart viene affidata a una nuova maestra: la signora Berrera. Ex sergente nella Air Force, la giovane donna affascina sin subito Bart al punto da fargli prendere una cotta per lei. Successivamente Berrera sorprende Bart in altra delle sue monellerie e, costringendolo a fermarsi a scuola dopo la lezione, lo avvisa che è molto indietro rispetto alla sua classe e che ha bisogno pertanto di un tutor. Quando il Preside Skinner cerca di offrire il suo aiuto all'insegnante, Bart si rende conto che quest'ultimo sta solo cercando di impressionarla, dato che è anch'egli innamorato di lei. Ciò porterà Bart a essere geloso e a cercare in tutti i modi di contrastare il loro amore con l'aiuto di Milhouse. Nel frattempo Homer si reca al Jet Market di Apu per comprare del latte, ma quest'ultimo gliene fa comprare uno più economico lavorato in India e ricco di ormoni derivati dalle bevande della Buzz Cola. Nei giorni successivi, gli ormoni iniziano ad avere effetto sui membri della famiglia che avevano bevuto il latte a colazione: Bart si sveglia con i baffi, Lisa con problemi di acne e Maggie muscolosa e con delle vistose sopracciglia sulla fronte. Homer decide di aiutare quindi suo figlio insegnanogli a radersi, mentre Marge aiuta la povera Lisa, spaventata dalle possibili brutte figure a scuola con i suoi compagni, coprendole i brufoli con del trucco. Inizialmente gli altri alunni sembrano apprezzare molto il trucco di Lisa e Nelson decide di invitarla a una festa, ma in seguito durante le celebrazioni, inizia a piovere e Lisa teme che bagnando il trucco i suoi brufoli tornino visibili. Alla fine, cedendo alla crescente preoccupazione, decide di mostrare a tutti il suo vero viso ma, con gran sorpresa, scopre che i brufoli sono spariti poiché l'effetto degli ormoni è cessato. Lisa convince poi Bart a rinunciare alla Berrera, la quale nel frattempo ha lasciato Skinner dopo aver conosciuto la sua scorbutica madre. Bart e Skinner decidono di fare pace accampandosi insieme a Milhouse nel cortile della scuola di notte e mangiando marshmallow cotti sul fuoco.
- Guest star: Sofía Vergara (Signora Berrera, doppiata in italiano da Laura Romano)
- Gag del divano: La gag di questo episodio omaggia film e serie televisive degli anni 80 (in particolare Miami Vice e Scarface), mostrando la sigla della fiction poliziesca fittizia "La-Z Rider", nella quale tutti i personaggi de I Simpson sono disegnati con tratti realistici ed Homer, rappresentato come una gangster magro e mascolino, lotta spietatamente contro Ned Flanders assieme al suo divano. La sequenza è accompagnata dal celebre brano musicale Push It to the Limit di Paul Engemann, usato nella colonna sonora dal film Scarface.
- Frase alla lavagna: assente

## Molto Apu per qualcosa
- Sceneggiatura: Michael Price
- Regia: Bob Anderson
- Messa in onda originale: 17 gennaio 2016
- Messa in onda italiana: 28 ottobre 2016

Durante una parata in onore del fondatore della città, Jebediah Springfield, l'ennesima bravata di Bart fa sì che il mezzo corazzato della polizia guidato dal commissario Winchester, si schianti rovinosamente contro il Jet Market di Apu causando il crollo dell'edificio. Ricoverato in ospedale insieme al fratello Sanjay per le ferite riportate nell'incidente, Apu apprende che quest'ultimo intende ritirarsi e lasciare la sua parte dell'attività al figlio Jamshed, il quale provvederà a ricostruire il Jet Market durante la loro convalescenza. Nel frattempo, Bart viene rimproverato duramente da Homer, che gli fa promettere di non fare mai più alcuno scherzo. Sei settimane più tardi, Apu esce dall'ospedale e scopre che suo nipote, che ora si fa chiamare Jay, ha ricostruito il negozio trasformandolo in un posto moderno e di classe che vende soltanto cibi salutari. Nonostante il suo disappunto, Apu è costretto ad accettare il cambiamento, dato che in passato aveva ceduto a Sanjay la maggior parte della proprietà del negozio per ripagarlo dei gratta e vinci di cui era diventato dipendente. Dopo essere stato licenziato dal nipote, Apu viene invitato alla Taverna di Boe, dove Homer gli propone un piano per fargli riavere il suo vecchio Jet Market. L'idea prevede la complicità di Bart, il quale però, in rispetto alla parola data, non vuole più fare altri scherzi e preferisce tenersi fuori dai guai, dato che la cosa ha giovato sia alla sua salute, sia al suo rendimento scolastico. Alla fine però, Bart cede facilmente alla tentazione e, con l'aiuto di Milhouse, stacca la corrente elettrica al negozio di Jay, dove tutti i cibi salutari e privi di conservanti iniziano immediatamente a marcire in quanto non più refrigerati. Abbandonato dai clienti, il negozio finisce inavvertitamente per essere avvolto da un incendio che lo distrugge ancora una volta. Fra le macerie, Apu rinviene un ultimo gratta e vinci ancora integro, che gli permette con grande fortuna di vincere un milione di dollari e di ricostruire il suo amato Jet Market tale e quale a quello originale.
- Guest star: Utkarsh Ambudkar (Jamshed "Jay" Nahasapeemapetilon).
- Gag del divano: assente
- Frase alla lavagna: assente

## L'amore è nell'N2-O2-Ar-CO2-Ne-He-CH4
- Sceneggiatura: John Frink
- Regia: Mark Kirkland
- Messa in onda originale: 14 febbraio 2016
- Messa in onda italiana: 1 novembre 2016

È il giorno di San Valentino e Smithers convince il signor Burns a organizzare una festa per i dipendenti alla centrale nucleare. Homer e Marge partecipano alla serata ma vengono inaspettatamente interrotti da una telefonata di Abe il quale, temendo essere prossimo alla morte, chiede loro di venire immediatamente da lui. Giunti alla casa di riposo, Marge e Homer fanno conoscenza con un'infermiera che ogni giorno offre agli anziani ricoverati delle speciali pillole farmaceutiche in grado di provocare strane allucinazioni nelle quali si ha la sensazione di rivedere i propri cari defunti e di ballare con loro. Marge ritiene ingiusto il comportamento dell'infermiera e cerca di convincerla a interrompere questa pratica, dato che gli anziani vengono drogati di proposito dal personale della struttura per trarre vantaggio dalla loro confusione mentale e rendere più semplice il proprio lavoro. Il giorno seguente Marge torna alla casa di riposo, dove senza più l'effetto del farmaco, tutti gli anziani sono depressi e sconfortati. Nonno Simpson ritrova però le pillole che l'infermiera aveva nascosto nella biblioteca e ne inghiotte parecchie per sfuggire alla realtà e vivere un'altra allucinazione nella quale è ancora giovane e al fianco di Mona Simpson (la madre di Homer, scomparsa nella diciannovesima stagione). Alla fine Marge, Lisa e Bart lo convincono a lasciarsi il passato alle spalle e a godere del presente, dove la sua famiglia gli sta accanto e gli vuole bene. Nel frattempo, dopo aver passato per l'ennesima volta la sera di San Valentino da solo, il professor Frink decide di usare la scienza per risolvere i propri problemi d'amore. Così, affidandosi ai consigli di Homer e facendo delle ricerche, mette a punto alcune soluzioni che gli permettono di modificare la sua voce e il suo aspetto fisico in modo da risultare più attraente. Per testare il suo nuovo look, Frink si iscrive a un corso di yoga, dove in breve tempo riesce a far colpo su tutte le donne presenti. In seguito però, si rende conto di quanto sia difficile gestire la sua nuova vita sociale e decide di sfogarsi alla Taverna di Boe, dove nota che la maggior parte degli uomini presenti è sola. Il professore decide quindi di invitare tutte le donne che lo corteggiano al Planetario di Springfield, ma invece di rivelare loro chi ha scelto come propria compagna, fa in modo di farle incontrare con gli uomini soli di Springfield, così che tutti possano essere felici. Infine, rimasto nuovamente da solo, Frink sceglie di tornare alla sua vecchia vita da scienziato.
- Guest star: Glenn Close (Mona Simpson)
- Gag del divano: Homer sogna che il divano di casa se ne è andato lasciando una lettera d'addio alla famiglia. I Simpson affrontano così un lungo viaggio e numerosi pericoli per ritrovarlo. Al suo risveglio, Homer scopre che il divano è sano e salvo, ma trova una lettera d'addio da parte di Marge, che lo rimprovera per aver dormito troppo sul divano.
- Frase alla lavagna: I baci di Hershey non escono dal sedere di Cupido.

## Ragazza che soffre costantemente
- Sceneggiatura: Carolyn Omine
- Regia: Matthew Nastuk
- Messa in onda originale: 21 febbraio 2016
- Messa in onda italiana: 2 novembre 2016

Durante una gara con lo slittino, Bart si schianta contro il carrello della spesa di una senzatetto di nome Hettie, facendo finire tutti i suoi averi in fondo a un lago ghiacciato. Per farsi perdonare, Bart decide di ospitare la donna nell'armadio della sua camera senza dire nulla al resto della famiglia. In seguito, Lisa si accorge della presenza di Hettie e inizia a frequentarla in quanto colpita dal suo grande talento di cantante folk. Desiderosa di far diventare famosa Hettie e di poterle regalare una vita migliore, Lisa organizza un grande concerto che le permetterà di esibirsi davanti a tutti i cittadini di Springfield. Tuttavia, quando la senzatetto non si presenta alla serata rivelando i suoi trascorsi di dipendenza da droga e alcol, Lisa rimane profondamente delusa, salvo poi perdonare Hettie dopo aver sentito un'altra delle sue canzoni. Nel frattempo Homer segue un video tutorial per riparare una piastrella del pavimento della cucina. A lavoro terminato scopre però di aver accidentalmente intrappolato Palla di Neve II in un'intercapedine del pavimento. Partirà quindi una lunga serie di tentativi per trovare e liberare il gatto (che intanto inizia a muoversi liberamente dentro alle pareti della casa) prima che gli altri membri della famiglia scoprano quanto è successo.
- Guest star: Kate McKinnon (Hettie - voce nei dialoghi), Natalie Maines (Hettie - voce nelle canzoni), Giò Giò Rapattoni (voce e canto di Hettie nella versione italiana), Bob Boilen (sé stesso)
- Gag del divano: I Simpson indossano divise da football americano e pianificano l'azione di squadra per arrivare al divano, mentre un telecronista descrive i loro movimenti. Homer afferra poi Maggie come se fosse una palla e si dirige verso il divano sfondando il muro retrostante e trovando il telecomando della televisione.
- Frase alla lavagna: assente

## Lisa la veterinaria
- Sceneggiatura: Dan Vebber
- Regia: Steven Dean Moore
- Messa in onda originale: 6 marzo 2016
- Messa in onda italiana:

Durante una visita con la famiglia al parco acquatico di Springfield, Lisa soccorre e salva la vita di un procione ferito davanti agli altri bagnanti. Il generoso gesto la rende subito famosa in tutta la città e, visto il suo amore nei confronti degli animali, la signorina Hoover la incarica di accudire il criceto della scuola Rosicchiolo durante le vacanze primaverili. Desiderosa di aiutare altri animali in difficoltà, Lisa decide di lavorare come assistente volontaria presso la clinica veterinaria del Dr. Lionel Budgie. L'entusiasmo per questo nuovo lavoro le fa però dimenticare di prendersi cura di Rosicchiolo il quale, depresso e malato, muore poco più tardi durante un intervento chirurgico d'urgenza. Nel frattempo, il commissario Winchester propone a Marge di collaborare con la polizia di Springfield e di ripulire le scene del crimine dei casi sui quali sta indagando. Nella speranza di guadagnare qualche dollaro extra per poter sostituire il vecchio ventilatore da soffitto del salotto, Marge accetta l'incarico ma ben presto rimane profondamente traumatizzata dalla violenza delle scene che si trova di fronte giorno dopo giorno. Homer si rende allora conto che l'unico modo che ha per risollevare il morale di Lisa e allontanare Marge dalle sue angosce, è fare in modo che Marge lasci il suo lavoro e ritorni a occuparsi di Lisa. L'episodio si chiude con il funerale dell'amato criceto Rosicchiolo e con un breve memoriale che ripercorre la sua vita attraverso immagini tratte anche da stagioni precedenti della serie.
- Guest star: Michael York (Dr. Budgie)
- Gag del divano: la gag del divano, firmata dal disegnatore Bill Plympton, inizia con il televisore di casa che sogna di rimbalzare sul divano e di giocare con esso. Successivamente si risveglia e tenta veramente di saltare sul divano, ma finisce per rompersi la spina e cadere a terra sfracellandosi in mille pezzi. Questa è la prima gag in cui è assente ogni membro della famiglia Simpson.
- Frase alla lavagna: assente

## Le cronache di Mar(g)-te
- Sceneggiatura: Brian Kelley
- Regia: 	Chris Clements
- Messa in onda originale: 13 marzo 2016
- Messa in onda italiana:

Homer scopre che Ned Flanders ha allestito un piccolo pollaio nel giardino di casa per disporre di uova sempre fresche e genuine. Stanco di mangiare le uova comprate nei negozi, Homer inizia a rubare quelle di Ned e, dopo essere stato scoperto, decide di allevare a sua volta delle galline. L'entusiasmo per l'iniziativa si esaurisce però quando Homer si rende conto che le uova di Ned sembrano più buone delle sue solo per il fatto di essere state rubate. Così, preferendo continuare a sottrarre le uova al vicino, la famiglia rinuncia all'idea del pollaio e decide di donare le proprie galline alla Exploration Incorporated, dove verranno usate per fini scientifici. L'azienda si occupa infatti di esplorazioni spaziali, con l'ambizioso obiettivo di creare una colonia umana permanente sul pianeta Marte entro l'anno 2026. L'iniziativa (che parodia il progetto Mars One) cattura immediatamente l'attenzione di Lisa, che si propone come volontaria per essere parte del primo gruppo di coloni che compiranno un viaggio di sola andata per il pianeta rosso. Marge si oppone fortemente a questa scelta e cerca in tutti modi di persuadere la figlia a rinunciare. Alla fine, su proposta di Homer, anche il resto della famiglia Simpson si iscrive al programma di addestramento della Exploration Incorporated, nel tentativo di far desistere Lisa dalla sua impresa. Così, i Simpson partecipano insieme ad altri candidati a una simulazione della vita su Marte all'interno di una struttura che riproduce fedelmente gli ambienti e le attività che dovranno essere affrontati durante la missione. Nel corso della settimana, Marge dimostra di apprezzare i vari compiti che deve svolgere e riesce persino a ottenere risultati migliori di quelli di Lisa, la quale intuendo le vere intenzioni della famiglia, litiga con la madre accusandola di essere lì solo per convincerla ad abbandonare e non perché realmente interessata all'esplorazione spaziale. Terminato il periodo di prova, Marge e Lisa superano le selezioni e, quando la Exploration Incorporated annuncia di voler anticipare la partenza per Marte alla settimana successiva, rimangono le uniche candidate a voler realmente partire. All'interno del razzo ormai pronto sulla rampa di lancio, le due hanno modo di riappacificarsi e, una volta compresa la stupidità della loro decisione, chiedono di annullare la pertenza, che in ogni caso non sarebbe mai potuta avvenire in quanto la Exploration Incorparated ha organizzato un finto lancio con il solo intento di ispirare le future generazioni.
- Guest star: Tom Scharpling (Paul), Jon Wurster (Barry)
- Gag del divano: assente
- Frase alla lavagna: assente

## La gabbia di Burns
- Sceneggiatura: Rob LaZebnik
- Regia: Rob Oliver
- Messa in onda originale: 3 aprile 2016
- Messa in onda italiana: 7 novembre 2016

Dopo aver dichiarato il proprio amore al Signor Burns ed essere stato ripudiato da quest'ultimo, Smithers sfoga la sua frustrazione sui dipendenti della centrale obbligandoli a rispettare rigorosamente tutte le regole e a lavorare sodo. Per rimediare alla situazione, Homer, Lenny e Carl decidono di trovare un compagno per Smithers organizzando un party con ospiti gay a casa Simpson. Smithers conosce così il cubano Julio, con il quale scopre di avere numerose cose in comune, al punto di decidere di licenziarsi dalla Centrale Nucleare per seguire il ragazzo a Cuba. In seguito però, mentre Burns inizia a cercare un nuovo assistente personale senza ottenere i risultati sperati, Smithers è costretto ad affrontare la realtà e ad ammettere di sentire la mancanza del suo storico datore di lavoro. Interrotta la relazione con Julio, Smithers fa quindi ritorno a Springfield, dove Burns, su consiglio dei suoi legali, ha nel frattempo deciso di riassumerlo e di scusarsi sinceramente con lui mostrando con abbraccio l'apprezzamento per il suo impeccabile lavoro. Intanto, alla scuola elementare di Springfield, va in scena una recita teatrale basata sul celeberrimo film Casablanca, nella quale Lisa ottiene il ruolo della protagonista femminile. Milhouse spera di ottenere il ruolo di protagonista maschile e compete per esso con Jack Deforest, un nuovo studente che si veste, parla e si atteggia alla maniera dell'attore statunitense Humphrey Bogart. Alla fine, la parte subito viene assegnata a Jack ma Bart riesce
a incastrarlo facendolo punire da Skinner, di conseguenza, con grosso dispiacere di Lisa, Milhouse ottiene la parte, ma all'insaputa di tutti Jack prende il suo posto durante la recita spacciandosi per lui.
- Guest star: George Takei (sé stesso)
- Gag del divano: Homer manda dei messaggi contenenti gli emojis della famiglia Simpson con il proprio telefono. I titoli di testa della serie scorrono a seguire sul display come i messaggi di una chat.
- Frase alla lavagna: Se Villanova non vince, perdiamo tutto

## Come Lisa ha riavuto la sua Marge
- Sceneggiatura: 	Jeff Martin
- Regia: 	Bob Anderson
- Messa in onda originale: 10 aprile 2016
- Messa in onda italiana: 9 novembre 2016

Ascoltando una conversazione fra i suoi genitori, Lisa scopre che Marge odia il jazz e che per anni ha solo finto di condividere questa sua passione e di apprezzare i gli assoli di sassofono da lei suonati. Ferita dalla cosa, Lisa rifiuta ripetutamente le scuse e gli abbracci di Marge, la quale, nel tentativo di farsi perdonare decide di partire con Lisa per un tour di Capital City. Il viaggio finisce però per annoiare Lisa, che sempre più delusa dal comportamento della madre decide di non indossare più la collana di perle da lei ricevuta anni prima. Come ulteriore tentativo per legare nuovamente con la figlia, Marge porta Lisa ad assistere al musical Che botte se incontri gli "Orsi" (in originale The Bad News Bears). Durante la serata Lisa comprende che lei e la madre hanno gusti completamente differenti e decide, per non ferirla, di fingere di apprezzare lo spettacolo proprio come lei fingeva di apprezzare i suoi assoli. All'uscita dal teatro, l'incontro con l'attore Andrew Rannells, farà sì che Lisa e Marge si scusino a vicenda e riprendano la loro visita di Capital City rinsaldando finalmente il loro rapporto. Nel frattempo, Bart è giù di morale perché non riesce più a combinare scherzi imprevedibili come faceva in passato. Quando Homer gli affida Maggie durante l'assenza di Marge, i due iniziano a far coppia giocando scherzi ai Flanders e a Gil Gunderson. Durante uno degli scherzi, Homer scambia accidentalmente Maggie per Bart rischiando così di strangolarla come fa abitualmente con il figlio. A seguito dell'incidente Homer chiede allora a Bart di smettere di coinvolgere la sorellina nei suoi scherzi.
- Guest star: Andrew Rannells (sé stesso)
- Gag del divano: Marge, Bart, Lisa e Maggie si risvegliano nello spazio e trovano un Homer scheletrico in camera da letto.
- Frase alla lavagna: Non perdete mai una scommessa con Bart Simpson (scritto dal preside Skinner, costretto da Bart).

## Fland Canyon
- Sceneggiatura: 	J. Stewart Burns
- Regia: 	Michael Polcino
- Messa in onda originale: 24 aprile 2016
- Messa in onda italiana: 10 novembre 2016

Homer per far addormentare la piccola Maggie, le racconta la volta in cui loro e i Flanders, su consiglio del Reverendo Lovejoy e sua moglie che avevano in precedenza declinato l'invito da parte di questi stessi, andarono in vacanza al Gran Canyon.
- Guest star: assente
- Gag del divano: I Simpson sono vestiti da personaggi della Disney: Homer interpreta i panni di Baloo, Marge quelli di Biancaneve, Maggie quelli di Minni, Lisa quelli di Cenerentola e Bart quelli di Topolino apprendista stregone.
- Frase alla lavagna: Papà giura che pagherà presto le sue tasse

- Curiosità: Nell'episodio ci sono molti elementi disambigui in quanto nel racconto di Homer la moglie di Flanders è ancora viva, tuttavia in quel periodo non esistevano tecnologie come droni e smartphone e servizi come Netflix.

## Al corriere con amore
- Sceneggiatura: 	Bill Odenkirk
- Regia: 	Timothy Bailey
- Messa in onda originale: 8 maggio 2016
- Messa in onda italiana: 11 novembre 2016

Homer diviene un contrabbandiere durante una gita a Parigi con la famiglia.
- Guest star: Jay Leno (sé stesso)
- Gag del divano: Non appena i Simpson si siedono sul divano, le pareti del salotto vengono distrutte da dei giocatori di rugby e ogni membro scopre di ritrovarsi in un campo di rugby della Duff nel bel mezzo di una partita.
- Frase alla lavagna: Gli stracci sporchi non sono un regalo per la Festa della mamma

## Simprovvisato
- Sceneggiatura: 	John Frink
- Regia: 	Matthew Nastuk
- Messa in onda originale: 15 maggio 2016
- Messa in onda italiana: 8 novembre 2016

Dopo aver fatto una brutta figura durante un discorso annuale alla Centrale Nucleare dinanzi a tutti i suoi colleghi di lavoro a causa di problemi di glossofobia, Homer decide di lavorare come comico per migliorare le sue capacità di parlare in pubblico tramite l'improvvisazione. Frattanto Marge aiuta Bart a ricostruire la sua casa sull'albero.
- Guest star: assente
- Gag del divano: assente
- Frase alla lavagna: assente
- Note: La versione trasmessa è quella internazionale, col discorso di Homer improvvisato per tale versione, per cui le domande del pubblico non sono presenti.

## Orange is the New Giallo
- Sceneggiatura: 	Eric Horsted
- Regia: 	Chris Clements
- Messa in onda originale: 22 maggio 2016
- Messa in onda italiana: 14 novembre 2016

Marge viene arrestata e condannata a 90 giorni di carcere per non aver sorvegliato Bart mentre si trovava al parco giochi con altri bambini. Rimasti a casa da soli, Homer, Bart Lisa e Maggie vengono aiutati da Ned Flanders e alcuni altri abitanti di Springfield a superare il momento di difficoltà che si ritrovano ad affrontare. Nel frattempo al carcere femminile, Marge si rende conto di come il periodo di reclusione rappresenti per lei un momento di relax e allontanamento dagli stressanti impegni quotidiani di madre e casalinga. Così, quando Homer contatta un avvocato che promette di farla scarcerare in breve tempo grazie a un cavillo legale, la donna sottrae la pistola a una guardia carceraria per ottenere un prolungamento della pena. Alla fine però, Marge cederà alla mancanza della propria famiglia e, grazie all'aiuto di Homer, riuscirà a lasciare il penitenziario per tornare a casa.
- Guest star: Kevin Michael Richardson (guardia del penitenziario)
- Gag del divano: I Simpson sono protagonisti di un manuale d'istruzioni illustrativo che spiega come costruire il proprio divano, ispirata alle guide di IKEA . La gag è stata disegnata dall'animatore Michał Socha.
- Frase alla lavagna: Milhouse non vive al di sotto della linea di pubertà